# Melittia cucurbitae
Con đục cây nho và cây bí (Melittia cucurbitae) là một loài bướm đêm phá hoại các loại cây hoang và cây trồng như cây bí. Người ta thường nhầm nó với ong mật hay ong bắp cày do cách di chuyển và màu sắc của nó. Chúng sinh sống ở Bắc Mỹ, ngoại trừ vùng bờ biển Thái Bình Dương.

## Thư viện ảnh

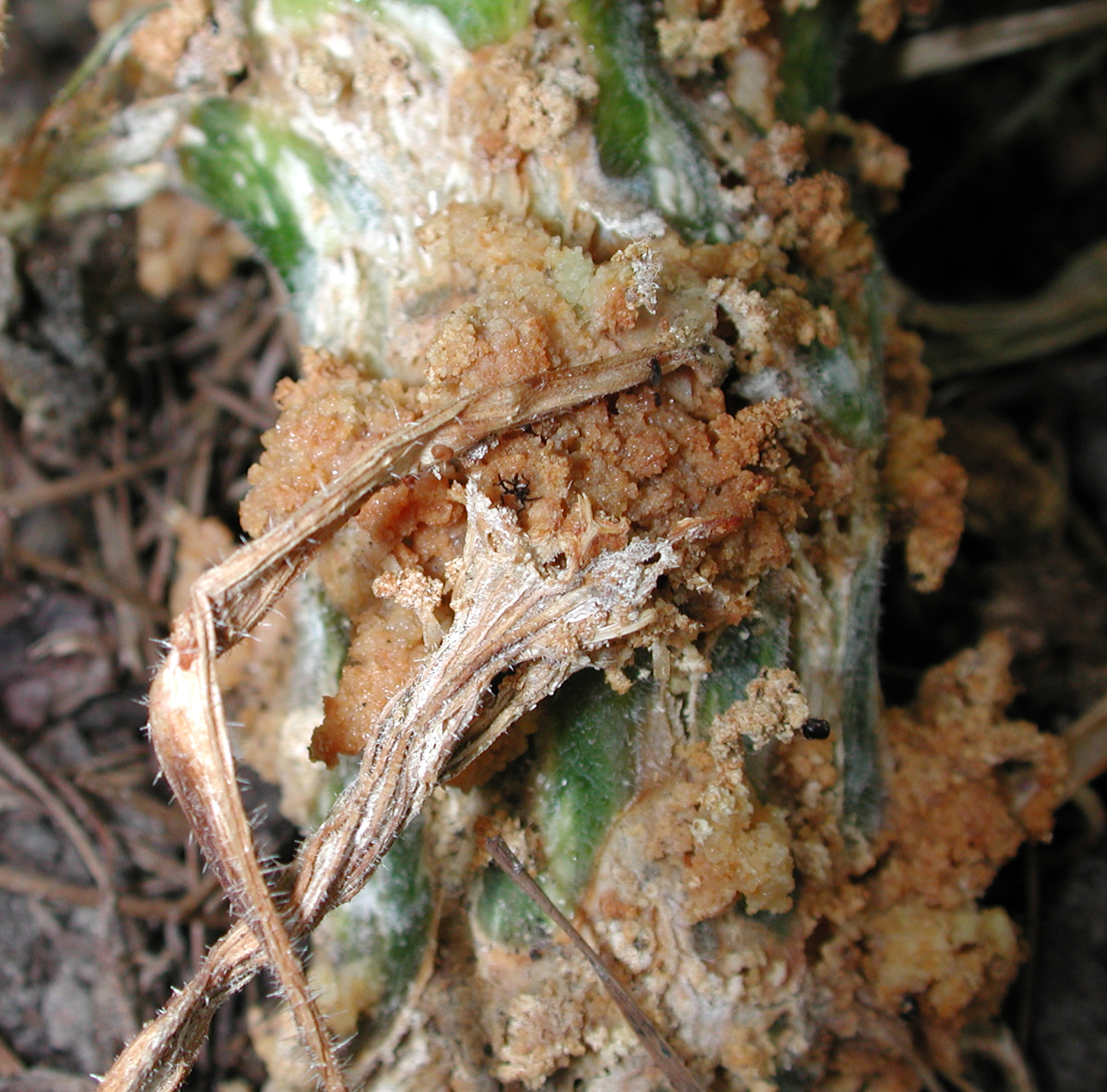
Often frass on the stem of a squash plant is the first symptom of infestation. The second symptom follows soon - the death of the plant
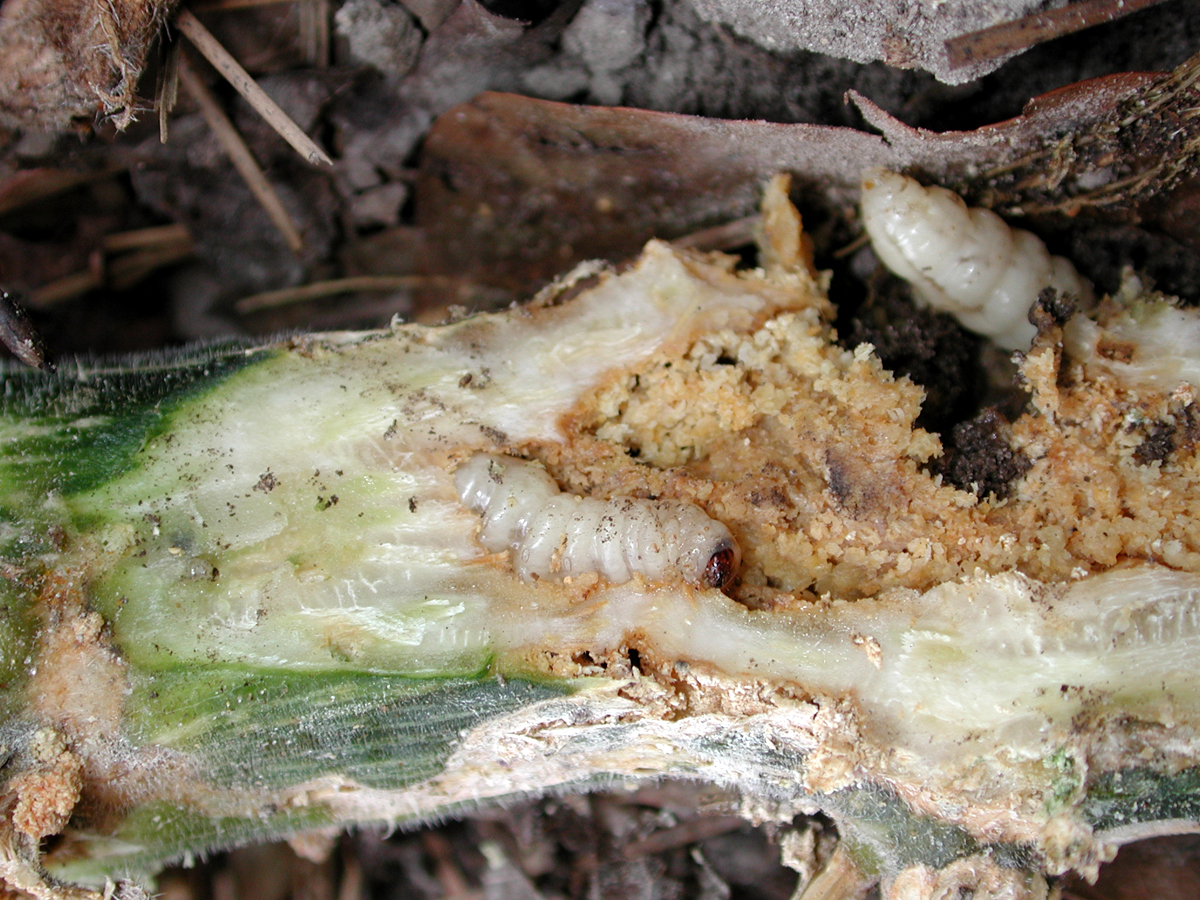
Zucchini squash plant stem cut open to show borers
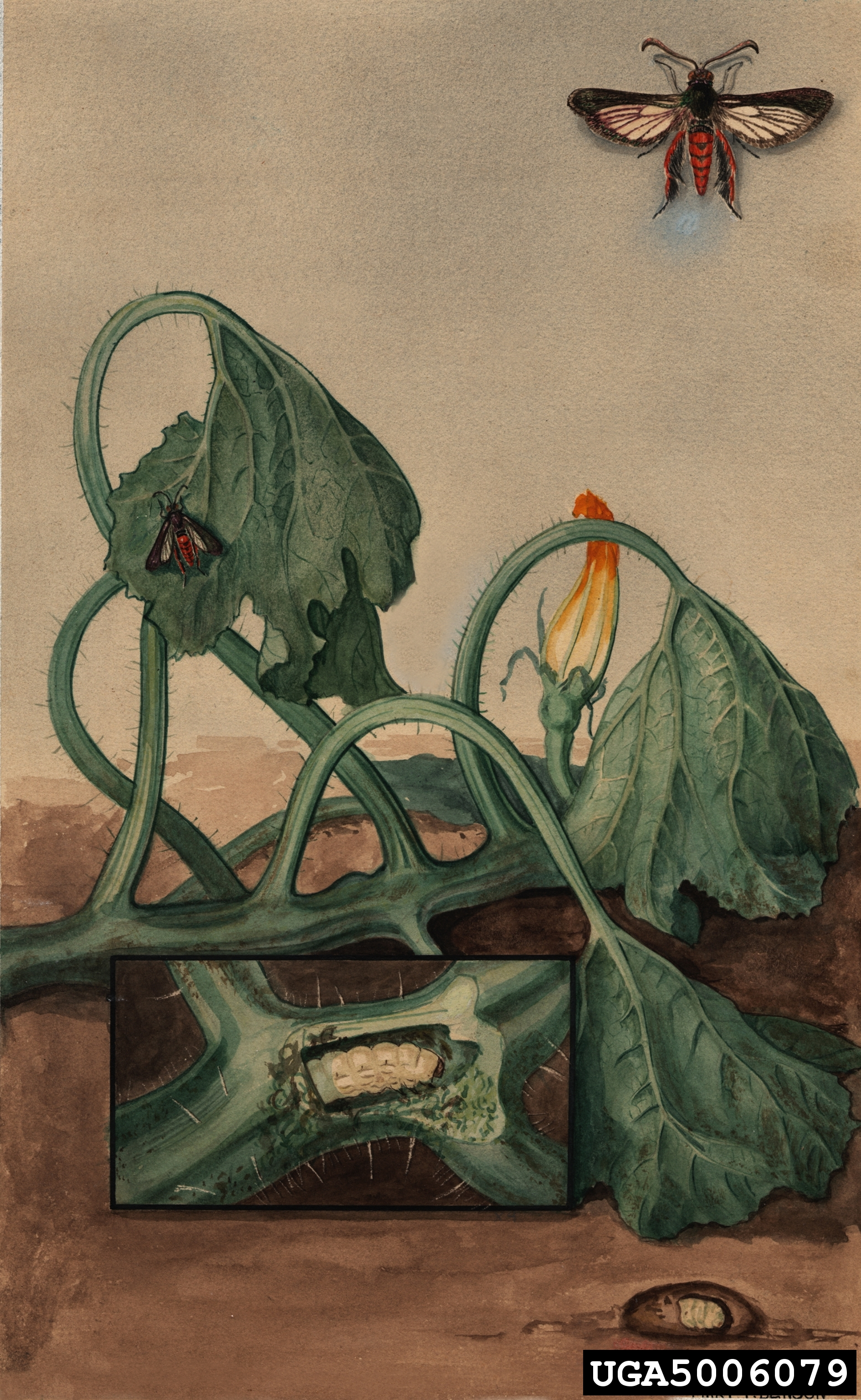
Life Cycle
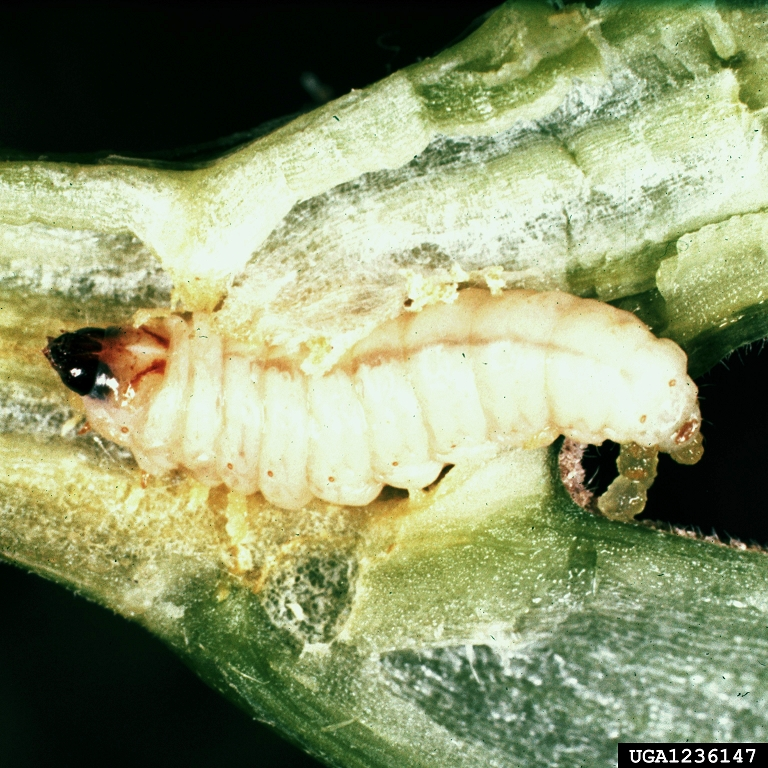
Larva
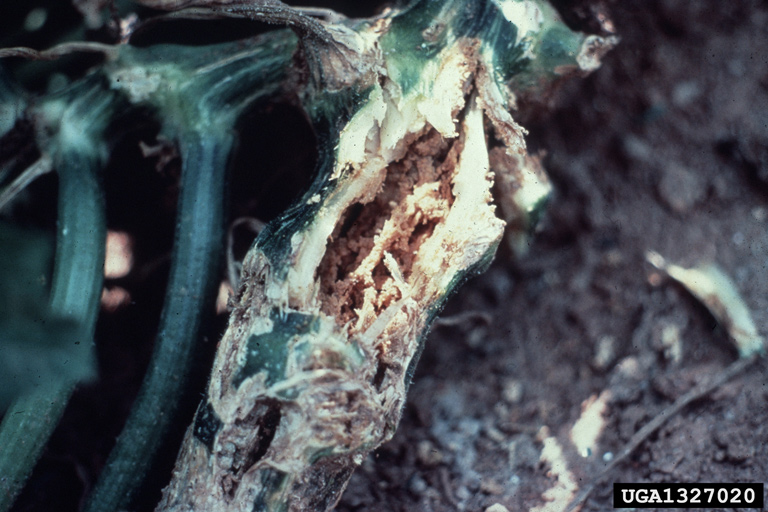
Damage